# 류가사키역
류가사키역(일본어: 竜ヶ崎駅)은 일본 이바라키현 류가사키시에 위치한 간토 철도 류가사키 선의 철도역이다. 이 노선의 종점이며, 단선 승강장 1면 1선의 구조를 갖춘 지상역이다.

## 이용 현황
| 연도   | 1일 평균 승차 인원 |
| ------ | ------------------ |
| 2007년 | 1,363              |
| 2008년 | 1,322              |
| 2009년 | 1,254              |
| 2010년 | 1,190              |
| 2011년 | 1,146              |
| 2012년 | 1,167              |
| 2013년 | 1,155              |
| 2014년 | 1,148              |

## 역 주변
- 도쿄 전력 류가사키 지사
- 간토 철도 류가사키 영업소
- 류가사키 시청

## 역사
- 1900년 8월 14일 : 류가사키역 개업.
- 1944년 5월 13일 : 류가사키 철도가 가시마 산구 철도에 합병되어, 류가사키 선의 역이 됨.
- 1954년 : 류가사키역 표기로 개칭.
- 1965년 6월 1일 : 가시마 산구 철도와 조소치쿠세이 철도가 합병해서 간토 철도가 발족해, 이 회사 류가사키 선의 역이 됨.
- 1971년 4월 1일 : 화물 취급 폐지.
- 1974년 5월 16일 : 역사 개축.
- 2009년 5월 14일 : IC 카드 PASMO 사용 개시.

## 인접 역
| 간토 철도 ■ 류가사키 선 | 간토 철도 ■ 류가사키 선 | 간토 철도 ■ 류가사키 선 |
| ----------------------- | ----------------------- | ----------------------- |
| 이레지 사누키 방면      | 류가사키 선             | 시·종착역               |